# Nisída Spetsopoúla
Nisída Spetsopoúla är en ö i Grekland.   Den ligger i prefekturen Nomós Attikís och regionen Attika, i den sydöstra delen av landet, 100 km sydväst om huvudstaden Aten. Arean är 2,2 kvadratkilometer.
Terrängen på Nisída Spetsopoúla är platt. Öns högsta punkt är 104 meter över havet. Den sträcker sig 2,0 kilometer i nord-sydlig riktning, och 2,1 kilometer i öst-västlig riktning.